# Patrick Hoogmartens

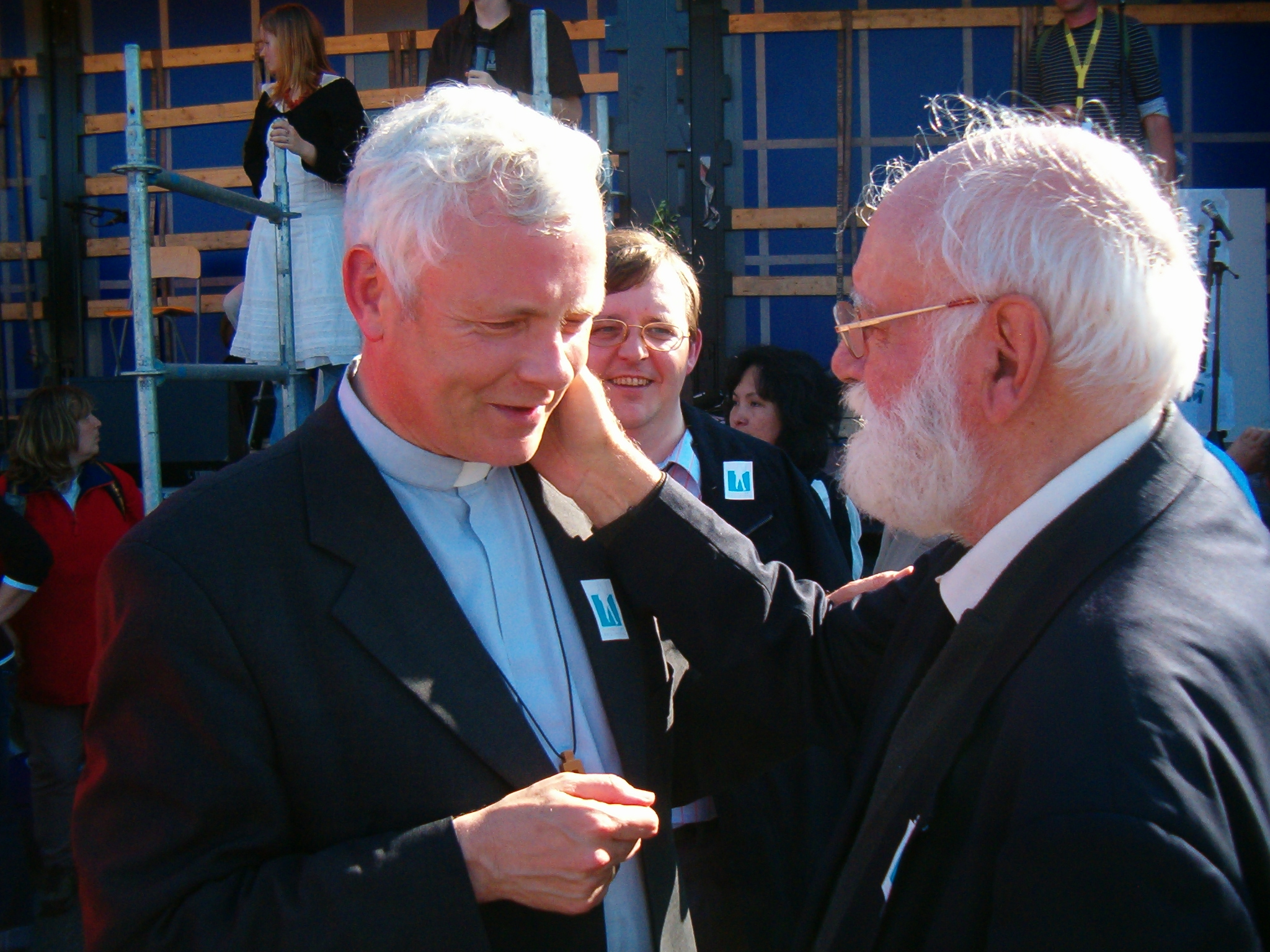
Patrick Hoogmartens (2007)

Patrick Hoogmartens (ur. 19 maja 1952 w Tongeren) – belgijski biskup rzymskokatolicki, biskup diecezjalny Hasselt od 2004.
Święcenia kapłańskie otrzymał 4 lipca 1982. 8 lipca 1997 papież Jan Paweł II mianował go biskupem koadiutorem Hasselt. Sakry biskupiej udzielił mu Paul Schruers.￼￼ Pełnię rządów w diecezji objął 25 października 2004 po przejściu na emeryturę jego poprzednika.